# عروس‌مرغابیان
عروس‌مرغابیان (نام علمی: Tadorninae) نام یک زیرتیره از تیره مرغابیان است.